# Andrejs Piedels
Andrejs Piedels (Jēkabpils, 17 settembre 1970) è un allenatore di calcio ed ex calciatore lettone, di ruolo portiere.

## Carriera

### Calciatore

#### Club
Cominciò la sua carriera nel Daugava Rīga, rimanendo nella stessa squadra (che cambiò nome ed assetto societario a più riprese nel corso degli anni) fino al 1997. Dal 1998 al 2007 fu il portiere titolare dello Skonto Riga, contribuendo alla vittoria di sette campionati lettoni e tre coppe di Lettonia.
Chiuse la carriera giocando nel Jurmala, nel Daugava Riga (nuova incarnazione del suo vecchio club) e nell'Olimps.

#### Nazionale
Disputò 14 incontri con la nazionale, subendo 17 reti.
Il suo esordio è avvenuto il 21 aprile 1998, in una gara di Coppa del Baltico contro la Lituania. Fece parte anche della spedizione lettone ai Campionato europeo di calcio 2004. L'ultimo incontro in nazionale risale al 2005.
Con la maglia della nazionale ha vinto due edizioni della Coppa del Baltico e una King's Cup.

### Allenatore
Smessi i panni del calciatore vestì quelli del vice allenatore per la stessa Olimps, fino al 2011.
Dal 2012 è preparatore dei portieri dello Skonto, ruolo che dal 2013 ricopre anche per l'Under-21 della Lettonia.

## Statistiche

### Cronologia presenze e reti in Nazionale
| Cronologia completa delle presenze e delle reti in nazionale ― Lettonia | Cronologia completa delle presenze e delle reti in nazionale ― Lettonia | Cronologia completa delle presenze e delle reti in nazionale ― Lettonia | Cronologia completa delle presenze e delle reti in nazionale ― Lettonia | Cronologia completa delle presenze e delle reti in nazionale ― Lettonia | Cronologia completa delle presenze e delle reti in nazionale ― Lettonia | Cronologia completa delle presenze e delle reti in nazionale ― Lettonia | Cronologia completa delle presenze e delle reti in nazionale ― Lettonia |
| Data                                                                    | Città                                                                   | In casa                                                                 | Risultato                                                               | Ospiti                                                                  | Competizione                                                            | Reti                                                                    | Note                                                                    |
| ----------------------------------------------------------------------- | ----------------------------------------------------------------------- | ----------------------------------------------------------------------- | ----------------------------------------------------------------------- | ----------------------------------------------------------------------- | ----------------------------------------------------------------------- | ----------------------------------------------------------------------- | ----------------------------------------------------------------------- |
| 21-4-1998                                                               | Liepāja                                                                 | Lettonia                                                                | 1 – 2                                                                   | Lituania                                                                | Coppa del Baltico 1998                                                  | -2                                                                      |                                                                         |
| 26-6-1999                                                               | Curitiba                                                                | Brasile                                                                 | 3 – 0                                                                   | Lettonia                                                                | Amichevole                                                              | -                                                                       | 87’                                                                     |
| 3-7-2001                                                                | Riga                                                                    | Lettonia                                                                | 3 – 1                                                                   | Estonia                                                                 | Coppa del Baltico 2001                                                  | -1                                                                      |                                                                         |
| 3-7-2003                                                                | Tallinn                                                                 | Estonia                                                                 | 0 – 0                                                                   | Lettonia                                                                | Coppa del Baltico 2003                                                  | -                                                                       |                                                                         |
| 20-12-2003                                                              | Pafo                                                                    | Kuwait                                                                  | 2 – 0                                                                   | Lettonia                                                                | Amichevole                                                              | -2                                                                      | 81’                                                                     |
| 6-6-2004                                                                | Riga                                                                    | Lettonia                                                                | 2 – 2                                                                   | Azerbaigian                                                             | Amichevole                                                              | -2                                                                      |                                                                         |
| 21-5-2005                                                               | Kaunas                                                                  | Lituania                                                                | 2 – 0                                                                   | Lettonia                                                                | Coppa del Baltico 2005                                                  | -1                                                                      | 46’                                                                     |
| 4-6-2005                                                                | San Pietroburgo                                                         | Russia                                                                  | 2 – 0                                                                   | Lettonia                                                                | Qual. Mondiali 2006                                                     | -2                                                                      | 77’                                                                     |
| 8-6-2005                                                                | Riga                                                                    | Lettonia                                                                | 1 – 0                                                                   | Liechtenstein                                                           | Qual. Mondiali 2006                                                     | -                                                                       | 77’                                                                     |
| 12-11-2005                                                              | Vicebsk                                                                 | Bielorussia                                                             | 3 – 1                                                                   | Lettonia                                                                | Amichevole                                                              | -3                                                                      |                                                                         |
| 24-12-2005                                                              | Phang Nga                                                               | Thailandia                                                              | 1 – 1                                                                   | Lettonia                                                                | King's Cup 2005                                                         | -1                                                                      |                                                                         |
| 26-12-2005                                                              | Phuket                                                                  | Corea del Nord                                                          | 1 – 1                                                                   | Lettonia                                                                | King's Cup 2005                                                         | -1                                                                      |                                                                         |
| 28-12-2005                                                              | Phuket                                                                  | Oman                                                                    | 1 – 2                                                                   | Lettonia                                                                | King's Cup 2005                                                         | -1                                                                      |                                                                         |
| 30-12-2005                                                              | Phuket                                                                  | Corea del Nord                                                          | 1 – 2                                                                   | Lettonia                                                                | King's Cup 2005                                                         | -1                                                                      |                                                                         |
| Totale                                                                  |                                                                         | Presenze                                                                | 14                                                                      |                                                                         | Reti                                                                    | -17                                                                     |                                                                         |

## Palmarès

### Club
- Campionati lettoni: 7

Skonto: 1998, 1999, 2000, 2001, 2002, 2003, 2004
- Coppe della Livonia: 3

2003, 2004, 2005
- Coppe di Lettonia: 4

Skonto: 1998, 2000, 2001, 2002

### Nazionale
- Coppa del Baltico: 2

2001, 2003
- King's Cup: 1

2005